# فرح‌آباد (آمل)
فرح آباد، روستایی است از توابع بخش مرکزی شهرستان آمل در استان مازندران ایران.

## جمعیت
این روستا در دهستان هرازپی جنوبی قرار دارد و براساس سرشماری مرکز آمار ایران در سال ۱۳۸۵، جمعیت آن ۸۳ نفر (۱۷خانوار) بوده‌است.